# Хака (Росія)
Ха́ка (рос. Хака) — село у складі району імені Лазо Хабаровського краю, Росія. Входить до складу Кондратьєвського сільського поселення.

## Історія
Село засновано 1908 року. 1968 року село ліквідовано та вилучено з реєстру. Відновлено 2008 року.